# Simulium bivittatum
Simulium bivittatum är en tvåvingeart som beskrevs av Malloch 1914. Simulium bivittatum ingår i släktet Simulium och familjen knott. Inga underarter finns listade i Catalogue of Life.